# 궁추샤

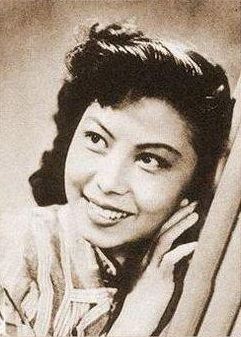
궁추샤

궁추샤(龚秋霞, 1916년 12월 4일 ~ 2004년 9월 7일)는 중국 장쑤성 출신의 영화배우자 가수이다. 1940년대의 소위 칠대가성 중 한 명이었다.

## 삶
1933년부터 동남아시아에서 극단 생활을 하고, 1936년 첫 영화 父母子女에 출연했다.
영화 '네 명의 딸'(四千金)에 출연하여 '큰언니'라는 별명을 얻었다.